# مايكل راي باور
مايكل راي باور (بالإنجليزية: Michael Ray Bower)‏ مواليد 12 فبراير 1975 في كاليفورنيا، الولايات المتحدة، هو ممثل أمريكي بدأ مسيرته الفنية سنة 1988.

## الأعمال
- ويبستر
- إمبتي نيست
- فريندز
- الملفات الغامضة
- ملاك الظلام
- مونك
- سي اس آي: التحقيق في موقع الجريمة
- بونز
- مون والكر
- التطور

## روابط خارجية
- مايكل راي باور على موقع IMDb (الإنجليزية)
- مايكل راي باور على موقع قاعدة بيانات الفيلم (الإنجليزية)